# Cynometra commersoniana
Cynometra commersoniana är en ärtväxtart som först beskrevs av Dc., och fick sitt nu gällande namn av Henri Ernest Baillon. Cynometra commersoniana ingår i släktet Cynometra, och familjen ärtväxter. Inga underarter finns listade i Catalogue of Life.